# Poolbillard-Jugendeuropameisterschaft 1988
Die Poolbillard-Jugendeuropameisterschaft 1988 war die achte Austragung der von der European Pocket Billiard Federation veranstalteten Jugend-Kontinentalmeisterschaft im Poolbillard.
Ausgespielt wurden die Disziplinen 14/1 endlos, 8-Ball, 9-Ball und 10-Ball in den Kategorien Junioren und Schüler, sowie der Mannschafts-Europameister der Schüler.
Die Schüler-Wettbewerbe fanden in Hennef in Nordrhein-Westfalen statt, die Junioren spielten ihre Wettbewerbe in Stockholm.

## Medaillengewinner
| Disziplin              | Gold           | Silber          | Bronze                           |       |
| ---------------------- | -------------- | --------------- | -------------------------------- | ----- |
| Junioren – 14/1 endlos | Ralf Souquet   | Marco Schachner | Thomas Mehtala L. Kenndall       | [ 1 ] |
| Junioren – 8-Ball      | Klaus Zobrekis | Ullrich Schnell | Palle Lindgren J. Rydin          | [ 2 ] |
| Junioren – 9-Ball      | Paul Hultgren  | Jürgen Bittner  | Vegar Kristiansen Palle Lindgren | [ 3 ] |
| Schüler – 14/1 endlos  | Dirk Bastin    | Jörg Schwarberg | Volker Knittel P. Antonsson      | [ 4 ] |
| Schüler – 8-Ball       | Thomas Colling | Guido Eymael    | G. Gimino Michael Faltin         | [ 5 ] |
| Schüler – 9-Ball       | Bernd Jahnke   | Dirk Bastin     | Sven Schwarberg R. Chilton       | [ 6 ] |
| Schüler-Mannschaft     | Deutschland    | Schweden        | Österreich Großbritannien        | [ 7 ] |